# Leighton Baines
Leighton John Baines (Liverpool, 11 dicembre 1984) è un allenatore di calcio ed ex calciatore inglese, di ruolo difensore, tecnico in seconda dell'Everton.

## Biografia
Leighton Baines è nato e cresciuto a Kirkby (Merseyside), allevato da una famiglia di classe operaia.

## Caratteristiche
Leighton Baines ricopriva principalmente il ruolo di terzino sinistro, ma poteva essere impiegato anche come laterale di centrocampo nel 3-5-2.

## Carriera

### Club
Leighton Baines ha esordito con il Wigan Athletic nel 2002, vincendo il campionato di terza divisione l'anno successivo. Ha guadagnato un posto da titolare in seguito alla promozione in Premier League nel 2005, segnando anche la sua prima rete da professionista contro l'Ipswich Town; ha inoltre giocato da titolare la finale di coppa di lega contro il Manchester United, persa per 0-4 al Millennium Stadium di Cardiff.
Nel 2007 ha rifiutato un'offerta del Sunderland per trasferirsi all'Everton in cambio di cinque milioni di euro. Non ha giocato con regolarità nel suo primo campionato, collezionando soltanto ventinove apparizioni tra tutte le competizioni, a causa di un infortunio e per via della buona forma di Phil Jagielka e Joseph Yobo al centro della difesa, con Joleon Lescott sulla sinistra.
La seconda stagione all'Everton, ha visto incrementare il suo minutaggio. A causa di un infortunio di Yobo, Lescott è stato utilizzato al centro e Baines ha potuto giocare come terzino. È stato votato come giocatore del mese dell'Everton per due volte consecutive nel campionato 2008-2009.
Baines ha segnato la prima rete in Premier League il 21 marzo 2009, dopo cinquantasette partite (tra tutte le competizioni) in cui è rimasto all'asciutto, andando a segno a Fratton Park contro il Portsmouth. Il 30 agosto 2009, ha segnato all'ultimo minuto un calcio di rigore contro la sua ex-squadra, il Wigan, permettendo all'Everton di imporsi per due a uno. A settembre dello stesso anno, ha capitanato i Toffees per la prima volta in carriera, in una sfida di Europa League contro l'AEK Atene. il 27 gennaio 2014 rinnova il suo contratto con i Toffees fino al 2018.
Alla fine della stagione 2018-2019 prolunga il suo contratto di un anno con la società di Liverpool.
Nella stagione 2019-20, il 18 dicembre 2019, ha segnato il goal del pareggio contro il Leicester City in Carabao Cup, match terminato 2-2; ai calci di rigore, l'Everton viene eliminato, con Baines che si fa parare il suo tiro dagli undici metri.
A conclusione della stagione 2019-2020, con l'Everton che chiude 12º in Premier League, Baines annunciato il suo ritiro dal calcio professionistico, chiudendo la sua esperienza all'Everton dopo 13 anni, con 420 presenze e 39 goal. Termina la sua carriera dopo aver disputato 583 partite e segnato 43 goal a livello di club e scendendo 30 volte in campo e siglando 1 goal con la maglia dell'Inghilterra, per un totale di 613 partite ufficiali e 44 reti.

### Nazionale
Baines ha esordito con la nazionale inglese in un'amichevole contro l'Egitto disputatasi a Wembley il 3 marzo 2010. Successivamente, è stato selezionato tra i trenta pre-convocati di Fabio Capello per il Mondiale 2010, non rientrando però nei ventitré calciatori scelti definitivamente per la manifestazione.
Il 7 settembre 2012 realizza il suo primo goal in nazionale contro la Moldavia.
Viene selezionato dal CT Roy Hodgson tra i 30 pre-convocati per il Mondiale 2014. Successivamente, rientra nella lista dei 23.

## Statistiche

### Presenze e reti nei club
| Stagione        | Squadra         | Campionato      | Campionato | Campionato | Coppe nazionali | Coppe nazionali | Coppe nazionali | Coppe continentali | Coppe continentali | Coppe continentali | Altre coppe | Altre coppe | Altre coppe | Totale | Totale |
| Stagione        | Squadra         | Comp            | Pres       | Reti       | Comp            | Pres            | Reti            | Comp               | Pres               | Reti               | Comp        | Pres        | Reti        | Pres   | Reti   |
| --------------- | --------------- | --------------- | ---------- | ---------- | --------------- | --------------- | --------------- | ------------------ | ------------------ | ------------------ | ----------- | ----------- | ----------- | ------ | ------ |
| 2002-2003       | Wigan           | TD              | 6          | 0          | FACup+CdL       | 2+2             | 0+0             | -                  | -                  | -                  | FLT         | 2           | 0           | 12     | 0      |
| 2003-2004       | Wigan           | SD              | 26         | 0          | FACup+CdL       | 1+1             | 0+0             | -                  | -                  | -                  | -           | -           | -           | 28     | 0      |
| 2004-2005       | Wigan           | SD              | 41         | 1          | FACup+CdL       | 0+1             | 0+0             | -                  | -                  | -                  | -           | -           | -           | 42     | 1      |
| 2005-2006       | Wigan           | PL              | 37         | 0          | FACup+CdL       | 2+4             | 0+0             | -                  | -                  | -                  | -           | -           | -           | 43     | 0      |
| 2006-2007       | Wigan           | PL              | 35         | 3          | FACup+CdL       | 1+1             | 0+0             | -                  | -                  | -                  | -           | -           | -           | 37     | 3      |
| Totale Wigan    | Totale Wigan    | Totale Wigan    | 145        | 4          |                 | 15              | 0               |                    | -                  | -                  |             | 2           | 0           | 162    | 4      |
| 2007-2008       | Everton         | PL              | 22         | 0          | FACup+CdL       | 1+1             | 0+0             | CU                 | 5                  | 0                  | -           | -           | -           | 29     | 0      |
| 2008-2009       | Everton         | PL              | 31         | 1          | FACup+CdL       | 7+0             | 0+0             | CU                 | 1                  | 0                  | -           | -           | -           | 39     | 1      |
| 2009-2010       | Everton         | PL              | 37         | 1          | FACup+CdL       | 2+1             | 1+0             | UEL                | 8                  | 0                  | -           | -           | -           | 48     | 2      |
| 2010-2011       | Everton         | PL              | 38         | 5          | FACup+CdL       | 4+2             | 2+0             | -                  | -                  | -                  | -           | -           | -           | 44     | 7      |
| 2011-2012       | Everton         | PL              | 33         | 4          | FACup+CdL       | 6+3             | 1+0             | -                  | -                  | -                  | -           | -           | -           | 42     | 5      |
| 2012-2013       | Everton         | PL              | 38         | 5          | FACup+CdL       | 5+1             | 2+0             | -                  | -                  | -                  | -           | -           | -           | 44     | 7      |
| 2013-2014       | Everton         | PL              | 32         | 5          | FACup+CdL       | 3+0             | 1+0             | -                  | -                  | -                  | -           | -           | -           | 35     | 6      |
| 2014-2015       | Everton         | PL              | 31         | 2          | FACup+CdL       | 1+0             | 0+0             | UEL                | 5                  | 1                  | -           | -           | -           | 37     | 3      |
| 2015-2016       | Everton         | PL              | 18         | 2          | FACup+CdL       | 2+3             | 0+0             | -                  | -                  | -                  | -           | -           | -           | 23     | 2      |
| 2016-2017       | Everton         | PL              | 32         | 2          | FACup+CdL       | 1+0             | 0+0             | -                  |                    | -                  | -           | -           | -           | 33     | 2      |
| 2017-2018       | Everton         | PL              | 22         | 2          | FACup+CdL       | 0+1             | 0+0             | UEL                | 6                  | 1                  | -           | -           | -           | 29     | 3      |
| 2018-2019       | Everton         | PL              | 6          | 0          | FACup+CdL       | 1+1             | 0+0             | -                  | -                  | -                  | -           | -           | -           | 8      | 0      |
| 2019-2020       | Everton         | PL              | 8          | 0          | FACup+CdL       | 0+1             | 0+1             | -                  | -                  | -                  | -           | -           | -           | 9      | 1      |
| Totale Everton  | Totale Everton  | Totale Everton  | 348        | 29         |                 | 47              | 8               |                    | 25                 | 2                  |             | 0           | 0           | 420    | 39     |
| Totale carriera | Totale carriera | Totale carriera | 493        | 33         |                 | 62              | 8               |                    | 27                 | 2                  |             | 2           | 0           | 583    | 43     |

### Presenze e reti in nazionale
| Cronologia completa delle presenze e delle reti in nazionale ― Inghilterra | Cronologia completa delle presenze e delle reti in nazionale ― Inghilterra | Cronologia completa delle presenze e delle reti in nazionale ― Inghilterra | Cronologia completa delle presenze e delle reti in nazionale ― Inghilterra | Cronologia completa delle presenze e delle reti in nazionale ― Inghilterra | Cronologia completa delle presenze e delle reti in nazionale ― Inghilterra | Cronologia completa delle presenze e delle reti in nazionale ― Inghilterra | Cronologia completa delle presenze e delle reti in nazionale ― Inghilterra |
| Data                                                                       | Città                                                                      | In casa                                                                    | Risultato                                                                  | Ospiti                                                                     | Competizione                                                               | Reti                                                                       | Note                                                                       |
| -------------------------------------------------------------------------- | -------------------------------------------------------------------------- | -------------------------------------------------------------------------- | -------------------------------------------------------------------------- | -------------------------------------------------------------------------- | -------------------------------------------------------------------------- | -------------------------------------------------------------------------- | -------------------------------------------------------------------------- |
| 3-3-2010                                                                   | Londra                                                                     | Inghilterra                                                                | 3 – 1                                                                      | Egitto                                                                     | Amichevole                                                                 | -                                                                          |                                                                            |
| 24-5-2010                                                                  | Londra                                                                     | Inghilterra                                                                | 3 – 1                                                                      | Messico                                                                    | Amichevole                                                                 | -                                                                          |                                                                            |
| 9-2-2011                                                                   | Copenaghen                                                                 | Danimarca                                                                  | 1 – 2                                                                      | Inghilterra                                                                | Amichevole                                                                 | -                                                                          | 81’                                                                        |
| 29-3-2011                                                                  | Londra                                                                     | Inghilterra                                                                | 1 – 1                                                                      | Ghana                                                                      | Amichevole                                                                 | -                                                                          | 59’                                                                        |
| 4-6-2011                                                                   | Londra                                                                     | Inghilterra                                                                | 2 – 2                                                                      | Svizzera                                                                   | Qual. Euro 2012                                                            | -                                                                          | 31’                                                                        |
| 15-11-2011                                                                 | Londra                                                                     | Inghilterra                                                                | 1 – 0                                                                      | Svezia                                                                     | Amichevole                                                                 | -                                                                          |                                                                            |
| 29-2-2012                                                                  | Londra                                                                     | Inghilterra                                                                | 2 – 3                                                                      | Paesi Bassi                                                                | Amichevole                                                                 | -                                                                          |                                                                            |
| 26-5-2012                                                                  | Oslo                                                                       | Norvegia                                                                   | 0 – 1                                                                      | Inghilterra                                                                | Amichevole                                                                 | -                                                                          |                                                                            |
| 15-8-2012                                                                  | Berna                                                                      | Italia                                                                     | 1 – 2                                                                      | Inghilterra                                                                | Amichevole                                                                 | -                                                                          | 78’                                                                        |
| 7-9-2012                                                                   | Chișinău                                                                   | Moldavia                                                                   | 0 – 5                                                                      | Inghilterra                                                                | Qual. Mondiali 2014                                                        | 1                                                                          |                                                                            |
| 11-9-2012                                                                  | Londra                                                                     | Inghilterra                                                                | 1 – 1                                                                      | Ucraina                                                                    | Qual. Mondiali 2014                                                        | -                                                                          | 73’                                                                        |
| 12-10-2012                                                                 | Londra                                                                     | Inghilterra                                                                | 5 – 0                                                                      | San Marino                                                                 | Qual. Mondiali 2014                                                        | -                                                                          |                                                                            |
| 14-11-2012                                                                 | Solna                                                                      | Svezia                                                                     | 4 – 2                                                                      | Inghilterra                                                                | Amichevole                                                                 | -                                                                          |                                                                            |
| 6-2-2013                                                                   | Londra                                                                     | Inghilterra                                                                | 2 – 1                                                                      | Brasile                                                                    | Amichevole                                                                 | -                                                                          | 46’                                                                        |
| 22-3-2013                                                                  | Serravalle                                                                 | San Marino                                                                 | 0 – 8                                                                      | Inghilterra                                                                | Qual. Mondiali 2014                                                        | -                                                                          |                                                                            |
| 29-5-2013                                                                  | Londra                                                                     | Inghilterra                                                                | 1 – 1                                                                      | Irlanda                                                                    | Amichevole                                                                 | -                                                                          | 54’                                                                        |
| 2-6-2013                                                                   | Rio de Janeiro                                                             | Brasile                                                                    | 2 – 2                                                                      | Inghilterra                                                                | Amichevole                                                                 | -                                                                          | 32’                                                                        |
| 14-8-2013                                                                  | Londra                                                                     | Inghilterra                                                                | 3 – 2                                                                      | Scozia                                                                     | Amichevole                                                                 | -                                                                          |                                                                            |
| 6-9-2013                                                                   | Londra                                                                     | Inghilterra                                                                | 4 – 0                                                                      | Moldavia                                                                   | Qual. Mondiali 2014                                                        | -                                                                          | 46’                                                                        |
| 11-10-2013                                                                 | Londra                                                                     | Inghilterra                                                                | 4 – 1                                                                      | Montenegro                                                                 | Qual. Mondiali 2014                                                        | -                                                                          |                                                                            |
| 15-10-2013                                                                 | Londra                                                                     | Inghilterra                                                                | 2 – 0                                                                      | Polonia                                                                    | Qual. Mondiali 2014                                                        | -                                                                          |                                                                            |
| 15-11-2013                                                                 | Londra                                                                     | Inghilterra                                                                | 0 – 2                                                                      | Cile                                                                       | Amichevole                                                                 | -                                                                          |                                                                            |
| 30-5-2014                                                                  | Londra                                                                     | Inghilterra                                                                | 3 – 0                                                                      | Perù                                                                       | Amichevole                                                                 | -                                                                          | 75’                                                                        |
| 7-6-2014                                                                   | Miami Gardens                                                              | Inghilterra                                                                | 0 – 0                                                                      | Honduras                                                                   | Amichevole                                                                 | -                                                                          | 77’                                                                        |
| 14-6-2014                                                                  | Manaus                                                                     | Inghilterra                                                                | 1 – 2                                                                      | Italia                                                                     | Mondiali 2014 - 1º turno                                                   | -                                                                          |                                                                            |
| 19-6-2014                                                                  | San Paolo                                                                  | Uruguay                                                                    | 2 – 1                                                                      | Inghilterra                                                                | Mondiali 2014 - 1º turno                                                   | -                                                                          |                                                                            |
| 3-9-2014                                                                   | Londra                                                                     | Inghilterra                                                                | 1 – 0                                                                      | Norvegia                                                                   | Amichevole                                                                 | -                                                                          |                                                                            |
| 8-9-2014                                                                   | Basilea                                                                    | Svizzera                                                                   | 0 – 2                                                                      | Inghilterra                                                                | Qual. Euro 2016                                                            | -                                                                          |                                                                            |
| 12-10-2014                                                                 | Tallinn                                                                    | Estonia                                                                    | 0 – 1                                                                      | Inghilterra                                                                | Qual. Euro 2016                                                            | -                                                                          | 46’                                                                        |
| 27-3-2015                                                                  | Londra                                                                     | Inghilterra                                                                | 4 – 0                                                                      | Lituania                                                                   | Qual. Euro 2016                                                            | -                                                                          |                                                                            |
| Totale                                                                     |                                                                            | Presenze                                                                   | 30                                                                         |                                                                            | Reti                                                                       | 1                                                                          |                                                                            |

## Palmarès
- Terza divisione inglese: 1

Wigan Athletic: 2002-2003